# Joan Nuix
Joan Nuix (Torà, 2 de gener de 1740 - Ferrara, 1783) fou un jesuïta, germà del també jesuïta Rafael Nuix. Entrà a la companyia el 25 de juny de 1754. Incansable en l'estudi, i dotat d'un gran talent, ensenyà retòrica a Vic, i en aquesta tasca l'atrapà la deportació a Itàlia per causa de l'expulsió dels jesuïtes (1767) establint-se a Ferrara. Va publicar en italià, en venecià, i castellà. Publicà una apologia contra alguns escriptors estrangers que havien dit expressions injurioses contra els espanyols en coses pertanyents a Amèrica titulada «Apologeticum, falsas, fictasque criminationes, demonstrans» o «Reflexiones imparciales sobre la humanidad de los españoles en los Indias, contra los pretendidos filósofos, y políticos, para ilustrar las historias de MM. Reynal y Robertson. Escritas en italiano por el abate D. Juan Nuix, y traducidas con algunas notas, por D. Pedro Varela y Ulloa, del consejo de SM su secretarío, con exercicio de decretos, en la tercera mesa de la secretaria de estado y del despacho universal de marina» impresa a Madrid el 1782 per D. Joaquin Ibarra i a Leburn (¿Liburnum?) el 1783 any en què va morir a l'edat de 42 anys. Va escriure també diverses oracions en llatí.